# Nabiha Ben Abdallah
 (novembre 2012).
Nabiha Ben Abdallah, épouse Ben Miled, née le 4 mars 1919 à Tunis et morte le 6 mai 2009 dans la même ville, est une militante nationaliste et démocrate tunisienne.

## Ascendance
Née dans une famille de la bourgeoisie tunisoise, son ancêtre Othman al Hanafy, originaire de Morée, se serait installé à Tunis à l'aube du XIXe siècle en sa qualité d'officier ottoman ; ses fils s'intègrent dans la société tunisoise par le biais des activités citadines. L'arrière-grand-père de Nabiha Ben Abdallah, Sadok, a accédé au rang d’amine (chef de corporation des tisserands) sous le protectorat français de Tunisie et son père, Othman, est interprète. Sa mère, Baya Mahjoub, appartient également à la bourgeoisie tunisoise.

## Jeunesse
Nabiha Ben Abdallah étudie à l'école des sœurs de Saint-Joseph où elle obtient son brevet élémentaire. Son père refuse qu'elle poursuive des études de droit. Elle est alors mariée, à l'âge de quinze ans, au docteur Ahmed Ben Miled,, médecin moderniste, diplômé de l'université française qui la remarque en soignant son frère.
Le couple a trois fils et une fille.

## Carrière

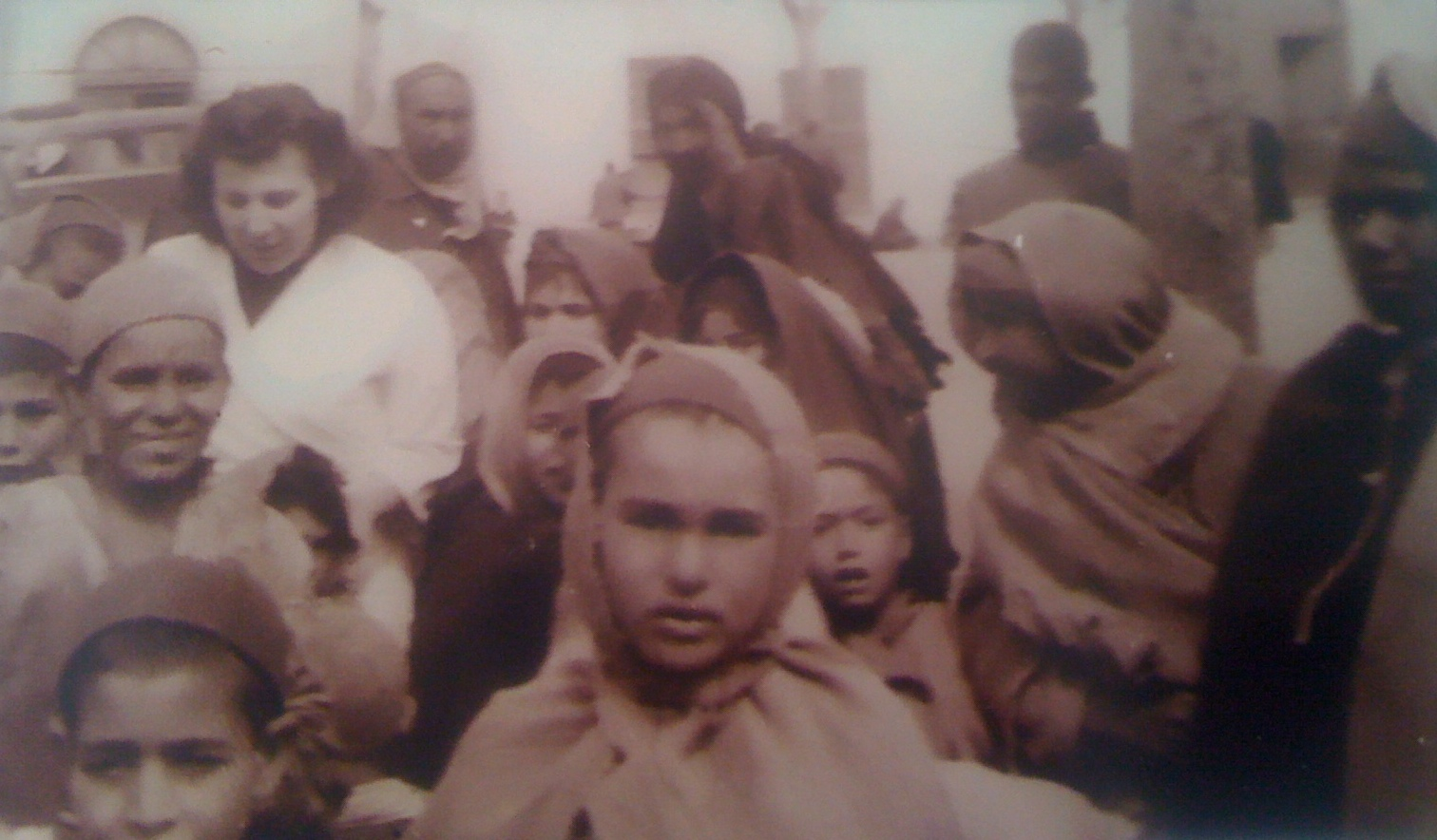
Nabiha Ben Abdallah distribuant la soupe populaire à Tunis en 1944.

Encouragée par son mari, elle adhère en 1936 à l'Union musulmane des femmes de Tunisie (UMFT), fondée par Bchira Ben Mrad. Elle acquiert une formation d'infirmière auprès de son mari, ce qui lui permet d'apporter des soins aux manifestants blessés dans le patio du Dar Ben Miled à Halfaouine. En 1944, elle adhère à l'Union des femmes de Tunisie (UFT), organisation liée au Parti communiste tunisien, et quitte l'UMFT, déçue par sa démobilisation, son caractère bourgeois et sa dépendance vis-à-vis du Destour. Elle milite dès lors au sein de l'UFT, et devient sa présidente de 1952 à 1959, date à laquelle une nouvelle loi sur les associations soumet l'UFT à l'obtention d'une autorisation jamais obtenue avant sa dissolution en 1963.
Invitée au sein de l'Union nationale de la femme tunisienne, proche du parti au pouvoir, elle la quitte rapidement à cause de « l'ambiance mondaine et les méthodes de travail très bureaucratiques ».

## Hommage

Affiche de l'hommage rendu par l'Association tunisienne des femmes démocrates en 2013.

Un hommage lui est rendu par l'Association tunisienne des femmes démocrates en mai 2013, dans le cadre de son université féministe Ilhem-Marzouki.